# Димитър Нацев
Димитър Пандев Нацев (Нецев) е български революционер, деец на Македонската младежка тайна революционна организация.

## Биография
Димитър Пандев Нацев е роден през 1902 година в град Струмица, тогава в Османската империя. Работи като пощенски чиновник. Той е един от първите, включили се в дейността на ММТРО. По сръбски сведения Димитър Гюзелов формира огранизацията в Скопие, като най-напред посвещава и заклева над устава Нацев, след което продължава с изграждането на клонове и в другите градове. Според Коста Църнушанов главната му заслуга е, че като пощенски чиновник пренасял българска литература. Брат му Христо, железопътен чиновник, също е деец на ММТРО.
На 29 май 1927 година Димитър Нацев, Димитър Гюзелов и Иван Шопов са първите арестувани в резултат на предателство дейци на ММТРО. Последвалите арести, предизвикали световен интерес, и 6-месечното следствие, съпроводено с жестоки мъчения на арестуваните, водят до Скопския студентски процес. Присъдите са прочетени на 10 декември 1927 година. Димитър Нацев е осъден по две обвинения съответно на 10 и 5 години или общо на 15 години строг тъмничен затвор. В скопския затвор, веднага след произнасянето на присъдите, са извършени нападения от албанец, агент на сръбската полиция, срещу него, Борис Андреев и Димитър Чкатров. На 1 декември 1931 година югославския крал Александър I Караджорджевич помилва седем от осъдените студенти, между които и Нецев, и той е освободен от затвора.
Подобно на останалите осъдени студенти, след като излиза от затвора и завършва образованието си, Нецев е изпратен във вътрешността на Сърбия, за да не бъде в Македония. През 1935 година е сред подписалите меморандум с искане за решаване на македонския въпрос в границите на Югославия чрез автономия.